# Altıağac
Altıağac è un comune dell'Azerbaigian situato nel distretto di Xızı. Conta una popolazione di 1 180 abitanti.